# Фокидски съюз
Фокидският съюз (на старогръцки: το κοινόν τών Φωκέων) или Антична Фокида е племенен съюз на градове в Древна Гърция, съществувал в периода V—II век пр.н.е. на територия не съвпадаща с днешния гръцки ном Фокида. Границите на последния са значително уголемени спрямо територията на Антична Фокида, която по същество представлявала постоянно военно-политическо обединение или съобщество, с цел колективна отбрана. 
Фокидският съюз, подкрепен от Древна Атина и Спарта, се противопоставя на македонската агресия по време на третата свещена война, обаче губи битката на крокусово поле, предопределила по-нататъшната съдба на Класическа Гърция, посредством сключения коринтски съюз. 
На територията на Антична Фокида се намирал Делфи.